# Единое здравоохранение
Концепция «Единое здравоохранение» (англ. One Health) — это междисциплинарный подход, работающий на всех уровнях организации здравоохранения, в рамках которого здоровье и благополучие населения рассматриваются с точки зрения взаимосвязанности людей, животных, растений и их общей окружающей среды. Также здоровье населения в большой степени зависит от социоэкономического статуса, уровня образования, социального окружения, качества искусственной среды обитания человека, что привносит в концепцию социальный и экологический аспекты. Список проблем, над решением которых можно работать по принципам единого здравоохранения, включает в себя загрязнение окружающей среды, утрату биоразнообразия, новые инфекционные заболевания, устойчивость к противомикробным препаратам и деградацию экосистем.

## История
Признание того, что факторы окружающей среды могут влиять на здоровье человека, восходит к греческому врачу Гиппократу (ок. 460 г. до н. э. — ок. 370 г. до н. э.), создавшему трактат «О воздухе, водах и местах». В этом тексте Гиппократ продвигал идею о том, что общественное здоровье зависит от чистой окружающей среды. В середине 1800-х годов Рудольф Вирхов, врач, осознавший связь между медициной животных и человека, придумал термин зоонозы для описания болезней, передающихся от животных к человеку, и активно выступал за ветеринарное медицинское образование. Основание Ветеринарного отдела общественного здравоохранения в Центрах по контролю и профилактике заболеваний (CDC) в 1947 году Джеймсом Х. Стилом, ветеринаром, прошедшим подготовку в области общественного здравоохранения, способствовало пониманию того, как болезни передаются между животными и людьми, то есть эпидемиологии зоонозов. Кальвин Швабе, другой ветеринар, прошедший подготовку в области общественного здравоохранения, ввел термин «Единое лекарство» в учебник по ветеринарной медицине в 1964 году, который отражает сходство между медициной животных и человека и подчеркивает важность сотрудничества между ветеринарами и врачами для решения глобальных проблем здравоохранения. В 2004 году Общество охраны дикой природы провело конференцию в Рокфеллеровском университете в Нью-Йорке под названием «Единый мир, единое здоровье», на которой были сформулированы двенадцать манхэттенских принципов. В этих принципах подчеркиваются связи между людьми, животными и окружающей средой, как эти связи являются неотъемлемой частью понимания динамики болезней, а также важность междисциплинарных подходов к профилактике, образованию, инвестициям и разработке политики. В 2012 году Барбара Наттерсон-Горовиц, врач, и Кэтрин Бауэрс, научный журналист, опубликовали книгу «Zoobiquity», в которой освещаются тематические исследования параллелей между здоровьем животных и человека. Эта книга рассказывает о целенаправленных междисциплинарных исследовательских инициативах, а также серии конференций по данной тематике, которые проводились как в Соединенных Штатах, так и за рубежом.

## Применение на практике
В 2007 году подход «Единое здравоохранение» был рекомендован в США для планирования мероприятий по борьбе с глобальными вспышками заболеваний. В 2011 году в Африке и в Австралии были проведены первые международные встречи на тему «Единое здоровье». В 2019 году в Сенат и Палату представителей США был представлен «Закон о повышении готовности к чрезвычайным ситуациям в рамках концепции Единого здравоохранения». Этот законодательный акт требует, чтобы Министерство здравоохранения и социальных служб, Министерство сельского хозяйства и другие федеральные агентства разработали скоординированный план по созданию Рамок единого здравоохранения для подготовки ответных мер на зоонозные заболевания и предотвращения вспышек заболеваний.